# باراصورولوفوس
باراصورولوفوس (بالإنجليزية: Parasaurolophus) هو ديناصور ينتمي إلى فصيلة صورولوفوس الذي هو من جنس الديناصورات أورنيثوبودات طائرية الورك التي كانت تعيش فيما يسمى اليوم أمريكا الشمالية أثناء العصر الطباشيري المتأخر في الفترة 77 - 73 مليون سنة سبقت. كان الباراصورولوفوس يأكل النباتات وكان بعضها يمشي على ألاربعة أطراف بينما البعض الآخر كاني يمشي على الرجلين الخلفيتين. تعرف منه ثلاثة أنواع:«باراصورولوفوس والكري» و«باراصورولوفوس توبيسين» والثالث ذو قفص صدري قصير «باراصورولوفوس كيرتوكريستاتوس». تتميز تلك الأنواع من الديناصورات بأن منها ما كان له مايشبه «منقار البطة» خالي من الأسنان، ومنها ما له فم وأسنان لطحن الغذاء.
كما يوصف هذا الحيوان بشكل مميز للرأس، ووجود عظمة طويلة على الرأس ممتده إلى الخلف. هذا الشكل جعل الباراصورولوفوس من أشهر الديناصورات المعروفة لدي عامة الناس.
وقد عثر عل أحفوريات لها في ألبرتا بكندا وفي نيومكسيكو وأوتاه في أمريكا الشمالية. وقد وصف هذا الجنس عام 1922 وقام بوصفها العالم الجيولوجي وليام باركس عن طريق دراسة الجمجمة وبعض أجزاء من الهيكل العظمي المتحجر التي عُثر عليها في ألبرتا.

## وصفه
لم يعثر حتى الآن على هيكل لديناصور باراصورولوفوس، ووصل طول النوع المسمى باراصورولوفوس والكري نحو 5و9 متر في حين أن طول الرأس بمافيمن عظمة رأس مميز فيقدر بنحو 6و1 متر. أما جمجمة النوع باراصورولوفوس تة بيسين فوصل طولها 2 متر.
ويقدر وزن الحيوان الحي بنحو 5و2 طن.
وتعد الرجل الأمامية الوحيدة التي تم العثور عليها بأنها كانت أقصر عن مثيلاتها من فصيلة الهادروصوريات، في نفس الوقت كان لوح الكتف قصيرا ولكن أعرض. وكان طول عظمة الفخذ لديناصور باراصورلوفوس والكيري 103 سنتيمتر وغليظا، كذلك كانت عظام الحوض غليظة البنية.

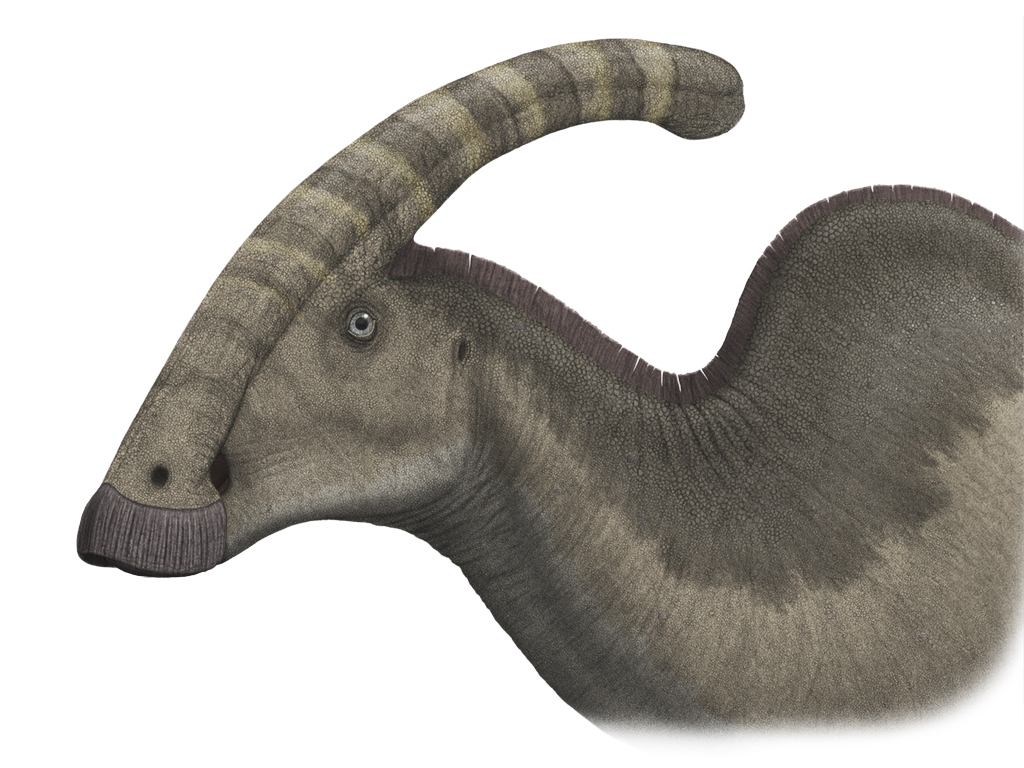
رسم يمثل Parasaurolophus walkeri

وكان لباراصورولوفوس الذي ينتمي إلي الامبيوصوريات أشواكا عظمية عالية على ظهره ووصلت حتى ذيله. ووصلت أعلى نقطة لتلك العظام فوق وسط الحيوان. auf, عثر على طبعات لجلد باباصورولوفوس والكيري تبين وجود تقسيمات قشرية.
وأكثر ما يميز ذلك الجنس هو عظمة الرأس الممتدة نحو الخلف. وهي عبارة عن عظمة مجوفة طويلة تبدأ من من عظمة الأنف وتمتد إلى الخلف. وبينما كانت بنية هذه العظمة في «الباراصورولوفوي والكيري» بسيطة، فكانت تركيبها في الباراصورولوفوس توبيسين معقدا. في هذا النوع تكونت من عدة عظام متفرعة متداخلة.

## بيئة معيشته

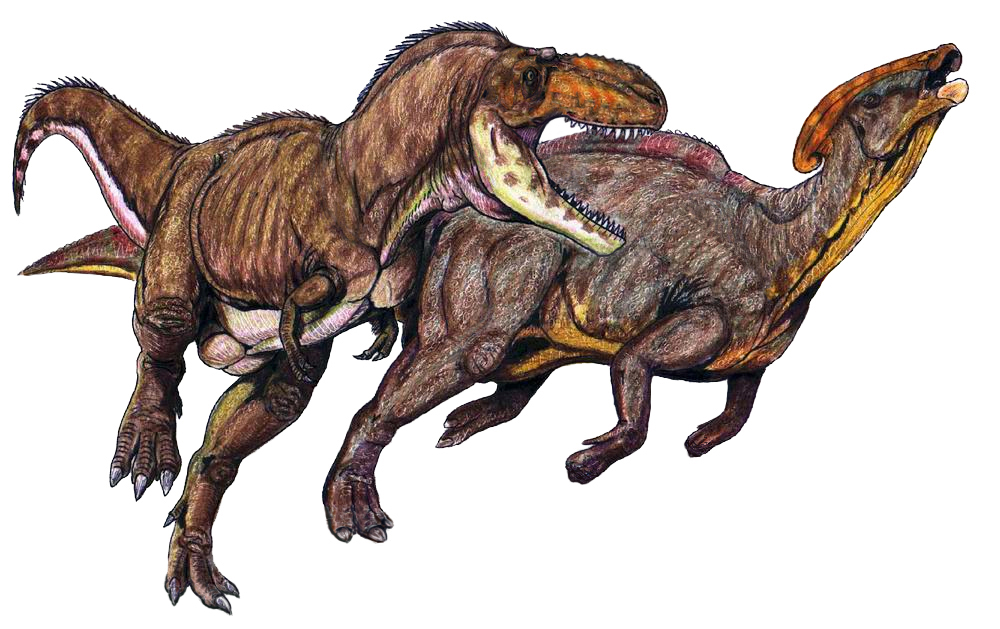
جورجوصور يهاجم باراصورولوفوس كيرتوكريستاتوس.

كان الباراصورولوفوس والكيري المستخرج من طبقات الديناصور بارك في ألبرتا أحد الأنواع التي تعيش في تلك البيئة من الديناصورات القرون مثل «سنتروصور» وستيراكوصور وكاسموصور، وأخرى من نوع الهادروصوريات (ذوات المنقار) مثل البروصورولوفوس والجريبوصور، واللامبيوصوريات (السحلية) أنكيلوصورات ومنها ديناصورات سحلية مصفحة مثل إدمونتونيا وأيوبلوسيفالوس، وكذلك التيرانوصوريات مثل جورجوصور.
وكانت المنطقة أغلب الظن مليئة بالمستنقعات وكان المناخ يماثل مناخ الأراضي المحيطة ببحيرات داخلية.
وكان المناخ أشد حرارة عن منطقة ألبرتا اليوم، بدون فترة لتجمد الجليد في الشتاء ولكن يتخللها مواسم سنوية بعضها ممطرة وأخرى جافة. وتكونت الأشجار من اشجار صنوبرية ومن السرخس والسرخس الشجري ومن مغطاة البذور.

## التغذية

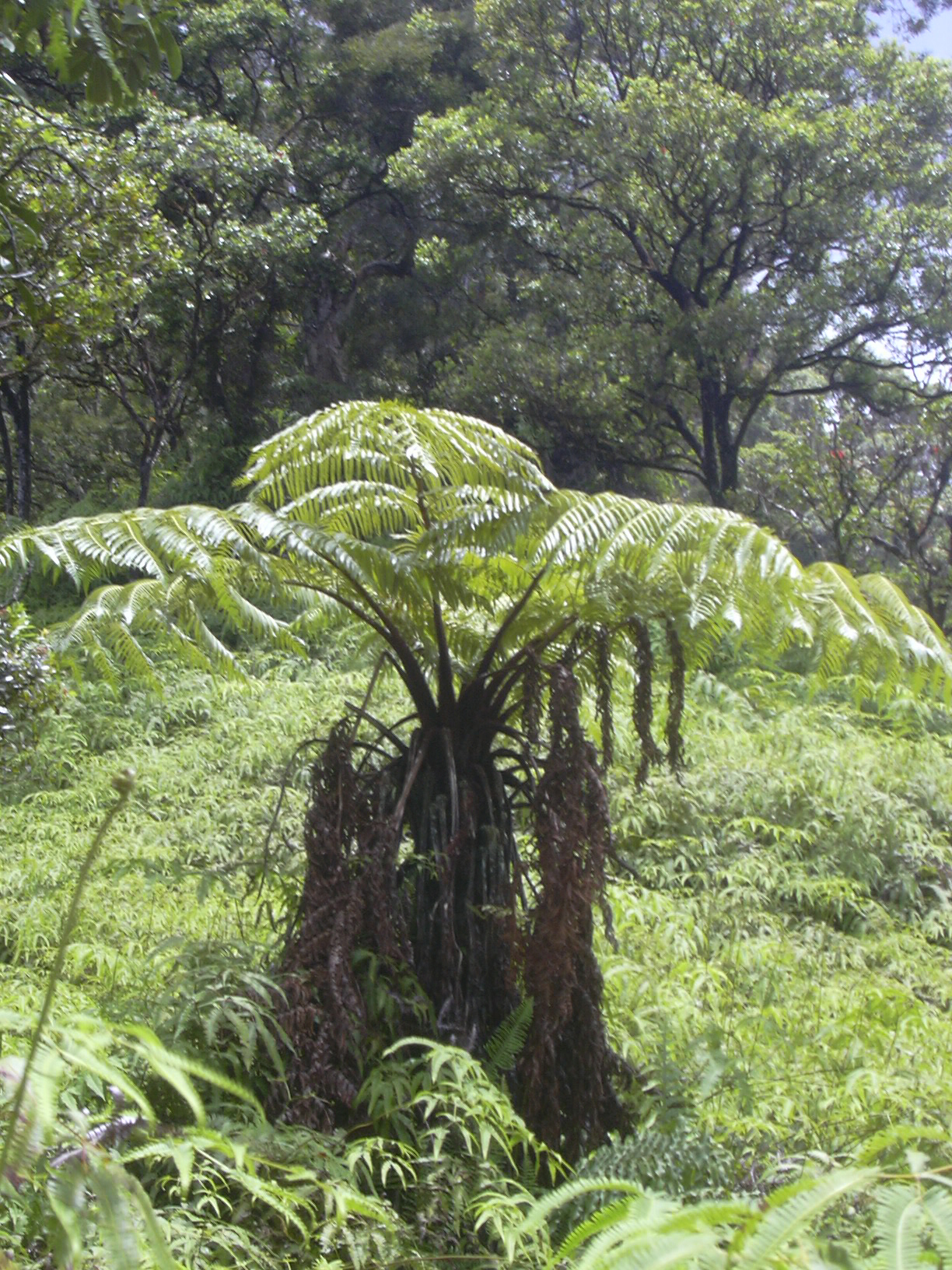
سرخس معاصر.

كان الباراصورولوفوس كأحد فصائل الهادروصوريات (الديناصورات ذات منقار يشبه منقار البطة) يعد من الديناصورات الكبيرة، يجري بعضه على رجليه الخلفيتي بينما يجري البعض الآخر على الأربعة أطراف ويأكل الأعشاب والنبات. وكان فكاه مهيئا لأكل الأعشاب ومضغها ويحتوي على أسنان كثيرة تشكل مجموعات. وعند استهلاك أسنانه تنشأ بدلها ما يعوضها. وكانت النباتات تقطع أولا بالمنقار وتمضغ فيما يشبه صدغين. ويبدو أن الباراصورولوفوس كان يستطيع التقاط غذائه حتى ارتفاع أربعة أمتار.
.
ويعتقد الباحث بوب باكر أن اللاميوصوريات (سحليات كبيرة) كان لها فم أكثر تدببا عن فم الهادروصوريات (ذوات المنقار). واعتقد العلماء أن نظرية أن اللابيوصوريات كانت أكثر اختيارية بالنسبة إلى أكلها عن الفصائل ذات المنقار العريض، والذي كان في معظم الأحيان خاليا من الأسنان.

## الشكل الواقعي

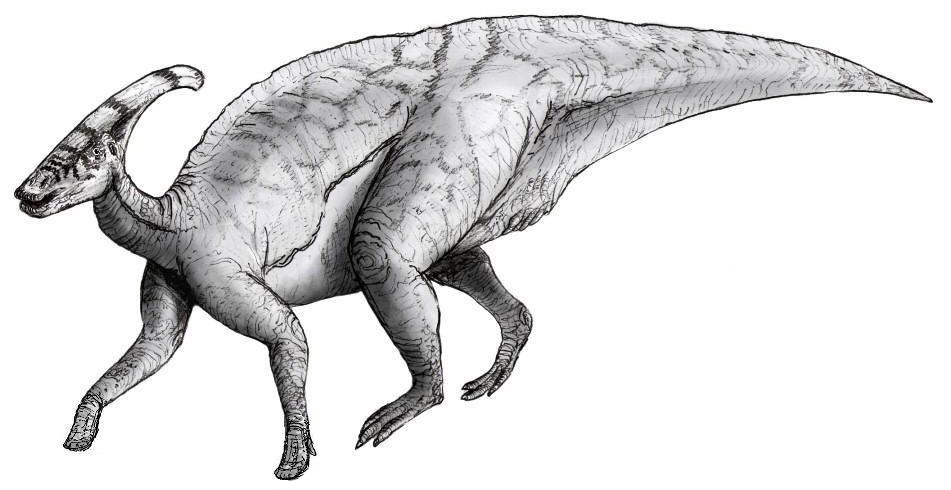
Parasaurolophus walkeri

كانت أعين الباراصورولوفوس كبيرة ويميزه عظمة الرأس التي كان ربما يستغلها في التواصل مع قرائنه. وكان حيوانا نشيطا أثناء النهار بحيث كانت حاسة الروئة هامة بالنسبة له. وربما كانت عظمة الرأس للتعارف الجنسي ووسيلة لاجتذاب الأنثى، كما هو الحال في عصرنا الحاضر بالنسبة إلى الغزلان. إلا أن تلك الوظائف لا تفسر التركيب المعقد للعظمة وتركيبها الداخلي من أنابيب متشابكة، فمن المحتمل أن لها وظائف أخرى لم نعرفها بعد.

## وصلات خارجية
- Scientists Use Digital Paleontology to Produce Voice of Parasaurolophus Dinosaur؛ from Sandia National Laboratories.
- Restorations of P. walkeri and P. cyrtocristatus, to the same scale, by Scott Hartman; at Skeletal Drawing.com.

## اقرأ أيضا
- تيرانوصور
- ديناصور
- تريسراتبس
- أنكيلوصوريات
- جيجانتوصور
- سبينوصور الديناصور المصري
- بحرية صور
- ديناصور ذو ريش
- صوروبسيدا